# Trận Tenaru
Trận Tenaru, hay còn gọi là Trận sông Ilu hay Trận lạch Alligator, diễn ra ngày 21 tháng 8 năm 1942 trên đảo Guadalcanal giữa Lục quân Đế quốc Nhật Bản và quân Đồng Minh (chủ yếu là thủy quân lục chiến Hoa Kỳ). Đây là trận phản kích đầu tiên của lục quân Nhật trong Chiến dịch Guadalcanal.
Trong trận đánh này, lực lượng Thủy quân lục chiến Hoa Kỳ dưới sự chỉ huy của Thiếu tướng Alexander Vandegrift đã đẩy lùi cuộc tấn công của quân Nhật thuộc "Lực lượng Thứ nhất" trung đoàn "Ichiki" do Đại tá Kiyonao Ichiki chỉ huy. Lực lượng Thủy quân lục chiến đã thiết lập vành đai phòng thủ Lunga bảo vệ sân bay Henderson, sân bay mà quân Đồng Minh chiếm được trong cuộc đổ bộ ngày 7 tháng 8. Trung đoàn Ichiki đã được điều động đến Guadalcanal để chống lại cuộc đổ bộ của Đồng Minh với nhiệm vụ chiếm lại sân bay và đẩy lùi quân Đồng Minh ra khỏi đảo. Do ước đoán quá thấp về số lượng quân Đồng Minh tại Guadalcanal, lúc bấy giờ khoảng 11.000 người, trung đoàn Ichiki đã cho tiến hành một cuộc tấn công trực diện lúc ban đêm vào các vị trí thủy quân lục chiến ở lạch Alligator phía đông vành đai Lunga. Kết cục là trung đoàn Ichiki đã bị đánh bại với thương vong rất lớn. Lúc trời sáng, các đơn vị Thủy quân Lục chiến tổ chức phản công trung đoàn này và tiêu diệt được thêm nhiều lính Nhật. Đại tá Ichiki cũng tử trận trong các đợt giao tranh này.
Trận đánh này là một trong ba trận đánh lớn trên bộ của quân Nhật trong chiến dịch Guadalcanal. Sau trận Tenaru, người Nhật đã nhận ra quân số Đồng Minh trên đảo Guadalcanal lớn hơn nhiều so với họ dự tính và sau đó họ đã phải đổ bộ thêm quân lên đảo để giành lại sân bay Henderson.

## Hoàn cảnh trận đánh
Ngày 7 tháng 8 năm 1942, lực lượng Đồng Minh (chủ yếu là Hoa Kỳ) đã đổ bộ lên Guadalcanal, Tulagi và nhóm đảo Nggela (thường được gọi là nhóm đảo Florida) thuộc quần đảo Solomon. Cuộc đổ bộ này nhằm mục đích đập tan kế hoạch của người Nhật biến quần đảo này thành căn cứ đe dọa tuyến đường vận tải giữa Úc và Hoa Kỳ, đồng thời cũng chiếm luôn quần đảo để làm nơi xuất phát cho các chiến dịch cô lập căn cứ chính của hải quân Nhật là Rabaul và yểm trợ cho quân Đồng Minh trong Chiến dịch New Guinea. Cuộc đổ bộ này đã chính thức mở đầu cho Chiến dịch Guadalcanal kéo dài 6 tháng sau đó.

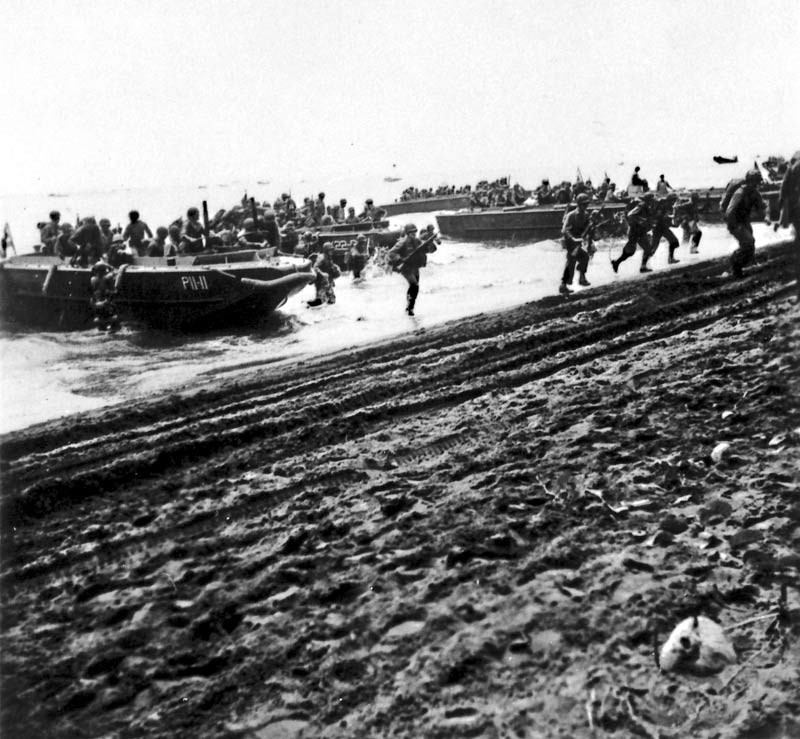
Thủy quân lục chiến Mỹ đổ bộ lên Guadalcanal, ngày 7 tháng 8 năm 1942.

Lợi dụng sự kinh ngạc của quân Nhật, quân Đồng Minh đã hoàn thành cuộc đổ bộ và chiếm được Tulagi cùng một số hòn đảo nhỏ phụ cận cũng như một sân bay đang xây dựng dở tại Lunga Point thuộc Guadalcanal. Đêm hôm đó, trong lúc các tàu vận tải đang bốc dỡ hàng, các chiến hạm Đồng Minh đã bị tấn công bất ngờ bởi một lực lượng chiến hạm Nhật gồm 7 tuần dương hạm và 1 khu trục hạm, chỉ huy bởi Phó đô đốc Gunichi Mikawa. Kết quả là 3 tuần dương hạm Hoa Kỳ và 1 tuần dương hạm Úc bị đánh chìm, ngoài ra 2 khu trục hạm và 1 tuần dương hạm khác của Hoa Kỳ cũng bị hư hại. Đô đốc Mỹ Richmond K. Turner sau đó đã cho rút lui toàn bộ các lực lượng hải quân Đồng Minh vào đêm ngày 9 tháng 8 trong khi chưa vận chuyển hết vũ khí hạng nặng, thực phẩm dữ trự và quân lính lên bờ, mặc dù phần lớn số pháo dành cho chiến dịch đã được đổ bộ xong, bao gồm 32 khẩu pháo 75 mm và lựu pháo 105 mm. Tổng cộng số lương thực đưa được lên bờ chỉ đủ dùng trong năm ngày.

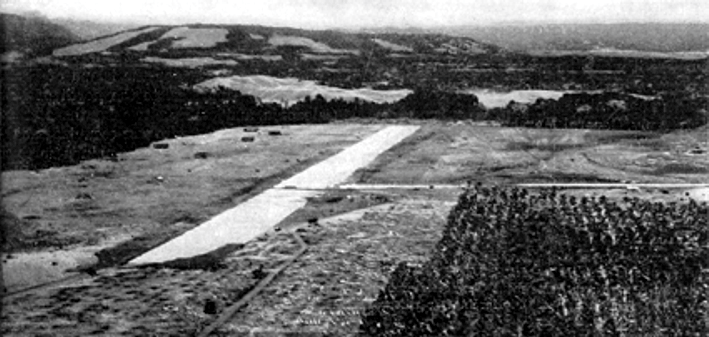
Sân bay Henderson năm 1942.

Lực lượng thủy quân lục chiến đổ bộ lên Guadalcanal bắt đầu thiết lập một vành đai phòng thủ quanh sân bay vừa chiếm được, chuyển toàn bộ hàng tiếp liệu vào trong vành đai và hoàn thành việc xây dựng sân bay. Tướng Vandegrift đã cho bố trí 11.000 quân tại phòng tuyến bao quanh khu vực Lunga Point. Trong vòng 4 ngày, bằng các nỗ lực của người là chính, thủy quân lục chiến Hoa Kỳ đã đưa được toàn bộ hàng tiếp liệu vào bên trong phòng tuyến và chất thành từng đống. Trong khi đó, việc hoàn thành xây dựng sân bay đang xây dở cũng được người Mỹ tiến hành ngay lập tức, chủ yếu là dựa vào dụng cụ người Nhật để lại. Ngày 12 tháng 8, sân bay đã được đặt tên là Henderson, theo tên của thiếu tá không quân Lofton Henderson, người đã bị bắn hạ và tử trận trong trận Midway. Ngoài ra, việc chiếm được kho dự trữ của quân Nhật giúp cho người Mỹ đủ lương thực sử dụng trong 14 ngày. Để tiết kiệm số lương thực hạn chế ấy, mỗi người lính Hoa Kỳ chỉ được chế độ hai bữa ăn một ngày.
Để phản kích lại cuộc đổ bộ của Đồng Minh lên Guadalcanal, Bộ Tổng tư lệnh Đế quốc Nhật Bản đã lệnh cho Tập đoàn quân 17 đang đóng tại Rabaul dưới quyền chỉ huy của trung tướng Harukichi Hyakutake nhiệm vụ tái chiếm Guadalcanal. Vào lúc này, Tập đoàn quân 17 đang bận rộn tham gia hoạt động tại New Guinea nên chỉ có ít đơn vị có thể đưa đến vùng phía nam quần đảo Solomon. Trong số này, Lữ đoàn bộ binh 35 của Thiếu tướng Kiyotake Kawaguchi đang ở Palau, Trung đoàn 4 bộ binh Aoba đang ở Philippines còn Trung đoàn 28 bộ binh Ichiki dưới quyền chỉ huy của Đại tá Kiyonao Ichiki đang trên tàu vận chuyển từ Nhật Bản đến đảo Guam. Các đơn vị khác nhau này lập tức bắt đầu di chuyển về phía Guadalcanal ngang qua Truk và Rabaul, nhưng Trung đoàn Ichiki, vốn là đơn vị ở gần nhất, đã đến khu vực này trước tiên.[g]

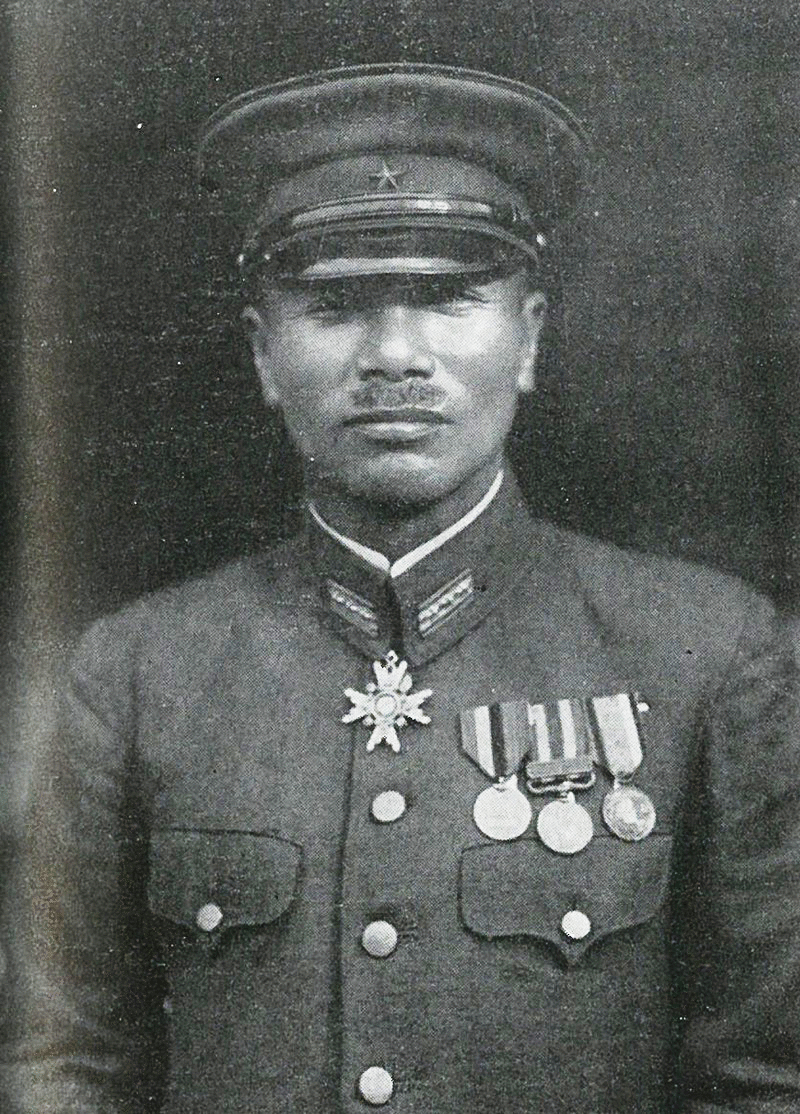
Đại tá Nhật Kiyonao Ichiki, chỉ huy trung đoàn bộ binh số 28.

Một cuộc trinh sát bên trên các vị trí thủy quân lục chiến Hoa Kỳ bằng máy bay xuất phát từ Rabaul được tiến hành bởi một sĩ quan tham mưu cấp cao Nhật Bản với kết quả chỉ phát hiện được vài lính Mỹ và không có một chiến hạm lớn nào ở vùng biển gần đó, đã khiến Bộ Tổng tư lệnh tin rằng quân Đồng Minh đã cho rút lui phần lớn lực lượng. Trên thực tế, không hề có một cuộc lui quân nào đã xảy ra. Tướng Hyakutake đã đề nghị cho đổ bộ đợt đầu lên Guadalcanal 900 lính thuộc trung đoàn Ichiki bằng các chiến hạm tốc độ cao để ngay lập tức tấn xông các vị trí của Đồng Minh và chiếm lại khu vực sân bay ở Lunga Point. Những người còn lại của trung đoàn sẽ được đưa đến Guadalcanal sau bằng các chuyển vận hạm có tốc độ chậm hơn. Tại căn cứ hải quân Truk, đại tá Ichiki đã được thông báo quân số Hoa Kỳ đang phòng thủ Guadalcanal trong khoảng 2.000-10.000 người và ông nên "tránh một cuộc tấn công trực diện."
Ichiki và 917 người trong tổng số 2.300 người của trung đoàn, được gọi là "Lực lượng Thứ nhất", mang theo số lương thực dùng trong 7 ngày, đã đổ bộ từ 6 khu trục hạm lên Taivu Point, khoảng 35 kilometers (22 dặm) phía đông Lunga Point vào lúc 1 giờ sáng ngày 19 tháng 8.[h] Trung đoàn của Ichiki đổ bộ một cách êm ái, không thấy bóng dáng quân Mỹ cũng như bất kì sự kháng cự nào nên đại tá Ichiki sinh ra chủ quan, chỉ để lại 125 quân giữ đầu cầu, số còn lại theo ông cắt phương vị, băng qua rừng tiến về sân bay cũ, luồn vào sau lưng quân Mỹ để tấn công. Ichiki cho rằng người Mỹ chỉ bố phòng phía mặt biển chống đổ bộ, còn phía sau lưng là rừng già, mà chiến đấu trong rừng già thì người Mỹ không thành thạo bằng người Nhật. Lực lượng của Ichiki gần 800 người đi về hướng tây và hạ trại trước bình minh tại vị trí cách phòng tuyến Lunga về phía đông 14 kilometers (9 dặm). Lực lượng thủy quân lục chiến Hoa Kỳ tại Lunga Point nhận được tin tình báo về cuộc đổ bộ của quân Nhật đã quyết định cho tìm hiểu chính xác tình hình.

## Diễn biến

### Triển khai binh lực

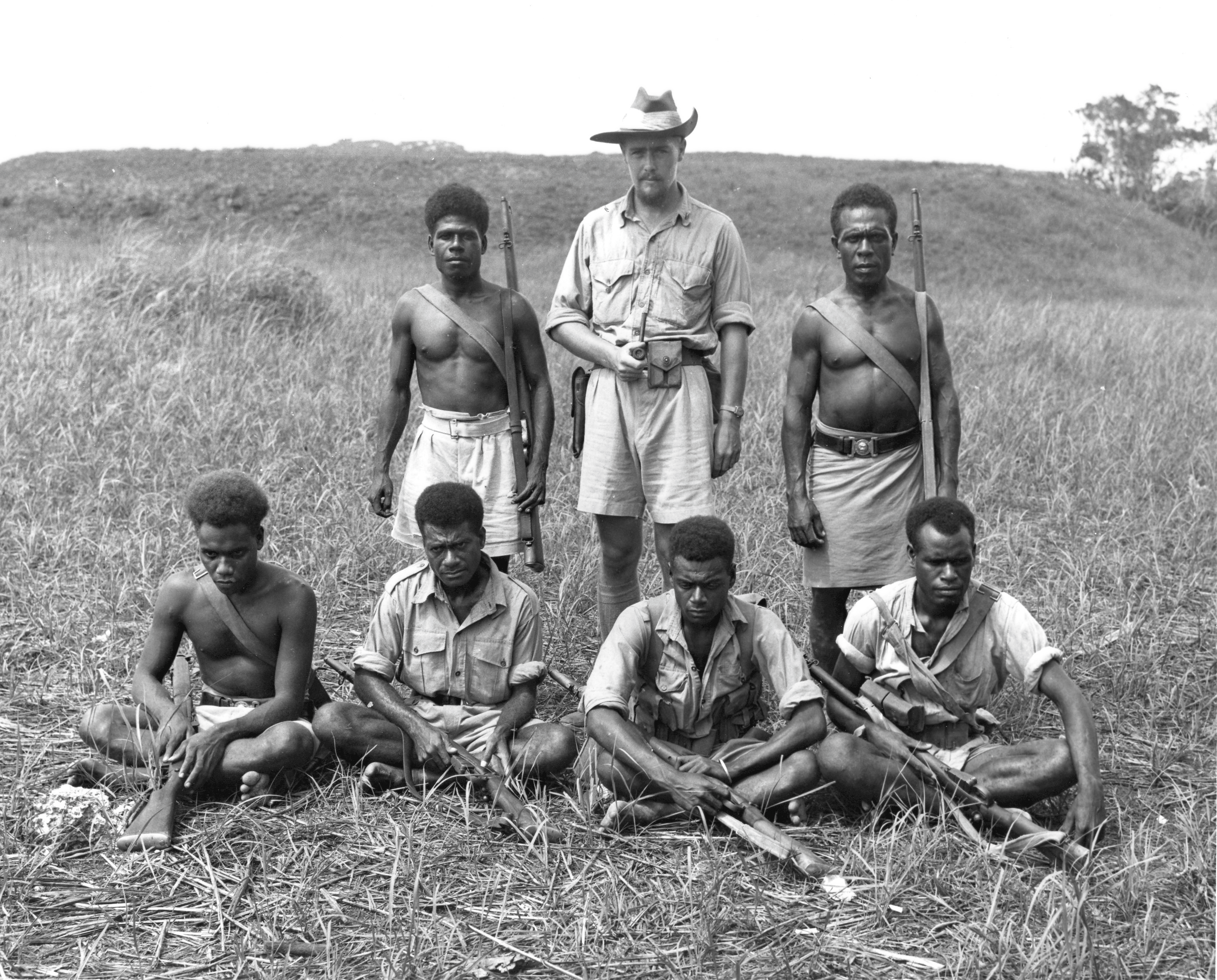
Nhân viên của Lực lượng Phòng vệ Lãnh thổ Bảo hộ Solomon (BSIPDF) và trinh sát duyên hải Martin Clemens (đứng giữa), những người làm nhiệm vị trinh sát và dẫn đường cho quân Đồng Minh trong chiến dịch Guadalcanal.

Lực lượng Đồng Minh nhờ nhận được tin báo từ những người dân sống trên quần đảo Solomon, trong đó có trung sĩ đã về hưu Jacob C. Vouza thuộc lực lượng cảnh sát bản địa, dưới dưới sự chỉ huy của Martin Clemens, một trinh sát duyên hải nguyên là sĩ quan của Lực lượng Phòng vệ Lãnh thổ Bảo hộ Solomon (BSIPDF) và nhiều nguồn khác từ các cơ quan tình báo Đồng Minh biết được quân Nhật đã xuất hiện ở phía đông Lunga Point. Để tìm hiểu kĩ hơn, ngày 19 tháng 8, một đội trinh sát bao gồm 60 thủy quân lục chiến và 4 người dân bản địa, chỉ huy bởi đại úy Charles H. Brush đã tiến về phía đông phòng tuyến Lunga. Cùng lúc đó, đại tá Ichiki cũng lệnh cho 38 người, chỉ huy bởi sĩ quan thông tin của ông đi thăm dò các vị trí Đồng Minh và thiết lập một trung tâm thông tin. Vào khoảng 12 giờ ngày 19 tháng 8 tại Koli Point, đội trinh sát của Brush đã phát hiện và truy kích đội trinh sát Nhật Bản, tiêu diệt gần hết đội trinh sát này và chỉ còn 5 lính Nhật bỏ chạy được đến Taivu. 3 người lính thủy quân lục chiến tử trận và 3 người khác bị thương.[i] Tài liệu thu giữ được trong xác chết một số sĩ quan Nhật đã cho thấy họ thuộc về một đơn vị có quân số lớn và sơ đồ chi tiết các vị trí thủy quân lục chiến Hoa Kỳ tại Lunga Point. Tuy nhiên các tài liệu này cũng không chỉ rõ quân số chính xác của người Nhật cũng như khi nào và ở đâu cuộc tấn công sẽ diễn ra.
Để chống lại cuộc tấn công từ phía đông, lực lượng thủy quân lục chiến dưới sự chỉ huy của tướng Vandegrift đã chuẩn bị việc phòng thủ ở phía đông phòng tuyến Lunga. Một số sử gia Hoa Kỳ đã xác định vị trí khu vực phòng thủ phía đông phòng tuyến Lunga là con sông Tenaru. Sông Tenaru, mặc dù vậy, thực tế lại nằm ở một vị trí xa hơn về phía đông. Con sông thực sự bao quanh phía đông phòng tuyến Lunga là con sông Ilu, còn gọi là lạch Alligator theo cách gọi của người dân địa phương. Lạch Alligator, không hẳn là con sông mà thực chất là vụng thủy triều bị ngăn cách với đại dương bởi một doi cát rộng từ 7 đến 15 m (25–50 ft) và dài 30 m (100 ft)... Dọc theo phía tây lạch Alligator, đại tá Clifton B. Cates, chỉ huy Trung đoàn Thủy quân lục chiến số 1, đã cho bố trí hai tiểu đoàn 1 và 2. Ngoài ra, để gia cố thêm việc phòng thủ doi cát lạch Alligator, Cates đã cho bố trí 100 quân từ Tiểu đoàn Vũ khí Đặc biệt số 1 trang bị 2 pháo chống tăng 37mm với đầu đạn ghém. Lực lượng pháo binh thủy quân lục chiến, bao gồm cả pháo 75mm và 105mm đã cho chỉnh lại mục tiêu pháo kích về phía đông vào doi cát trên con lạch Alligator, trong khi các quan sát viên pháo binh lựa chọn vị trí chiến đấu phía trước phòng tuyến thủy quân lục chiến. Thủy quân lục chiến đã phải làm việc trong suốt ngày 20 tháng 8 để gia cố trận địa phòng thủ càng nhanh càng tốt trước khi trời tối.
Sau khi biết tin toán trinh sát của mình đã bị tiêu diệt, đại tá Ichiki đã nhanh chóng điều một tiểu đoàn đi chôn cất xác đồng đội và dẫn phần còn lại của đơn vị mình hành quân trong đêm 19 tháng 8 và cuối cùng đã dừng lại vào lúc 4 giờ 30 phút sáng ngày 20 tháng 8 tại một địa điểm cách khoảng vài dặm so với các vị trí của thủy quân lục chiến Hoa Kỳ ở phía đông Lunga Point. Tại đây, ông đã cho quân lính của mình chuẩn bị sẵn sàng cho một cuộc tấn công vào đêm hôm đó.

### Cuộc tấn công của quân Nhật

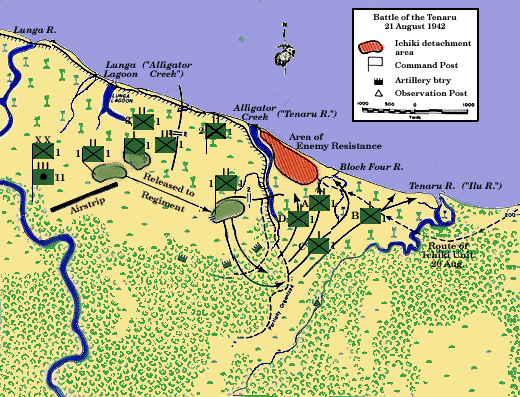
Bản đồ trận đánh vào ngày 21 tháng 8.

Chỉ vừa sau nửa đêm ngày 21 tháng 8, lực lượng chính của đơn vị Ichiki đã đến được bờ phía đông lạch Alligator và bất ngờ khi trông thấy các vị trí thủy quân lục chiến bố trí "quá xa sân bay." Các chiến sĩ thủy quân lục chiến nghe được những âm thanh lách cách và tiếng người cũng như một số âm thanh khác trước khi rút về bờ phía tây con lạch. Lúc 1 giờ 30 phút sáng, trung đoàn Ichiki bắt đầu cuộc tấn công vào phòng tuyến thủy quân lục chiến bên bờ tây con lạch bằng một đợt tấn công của 100 lính Nhật băng qua doi cát với hỏa lực yểm trợ từ súng cối và súng máy. Hỏa lực súng máy và đạn pháo ghém 37mm của Mỹ đã đốn hạ phần lớn số lính Nhật đang vượt qua doi cát. Một vài lính Nhật tiếp cận được vị trí thủy quân lục chiến đã lao vào giáp lá cà với lực lượng phòng thủ và chiếm được một số ụ súng tiền tiêu. Ngoài ra, hỏa lực súng trường và súng máy từ phía đông con lạch đã giết chết nhiều xạ thủ súng máy Hoa Kỳ. Một đại đội thủy quân lục chiến, lực lượng dự trữ bố trí ngay sau phòng tuyến đầu, đã tấn công và tiêu diệt hầu hết số lính Nhật tiếp cận được phòng tuyến, kết thúc đợt tấn công đầu tiên của trung đoàn Ichiki kéo dài khoảng 1 giờ đồng hồ.
Lúc 2 giờ 30 phút sáng, bắt đầu đợt tấn công thứ hai với 150 đến 200 lính Nhật cũng với chiến thuật cũ là băng qua doi cát. Đợt tấn công này tiếp tục bị dập tắt hoàn toàn. Một sĩ quan Nhật Bản sống sót sau đợt tấn công đã đề nghị Ichiki cho rút lui số quân còn lại nhưng Ichiki đã bác bỏ phương án này.
Khi trung đoàn Ichiki đang tổ chức tập hợp lại, người Nhật đã pháo kích bằng súng cối vào phòng tuyến Hoa Kỳ. Thủy quân lục chiến đã phản kích bằng pháo 75 mm và súng cối vào vị trí phía đông con lạch. Khoảng 5 giờ sáng, hơn 200 lính Nhật bắt đầu đợt tấn công thứ ba, lần này họ chuyển hướng tấn công sang bên sườn phòng tuyến quân Mỹ bằng cách lội qua những con sóng và tiếp cận bãi biển ở khu vực bờ tây của con lạch. Tuy nhiên, hỏa lực đại liên và pháo của thủy quân lục chiến trải dọc bờ biển đã một lần nữa gây ra thương vong lớn với quân tấn công và buộc lính Nhật phải ngừng cuộc tấn công và rút lui về bờ đông con lạch. Nhiều giờ sau đó, lính Nhật và lính Mỹ đã bắn trả nhau bằng súng trường, súng tiểu liên, súng máy và pháo ở cự ly gần, với khoảng cách chỉ bằng một doi cát và một con lạch.

### Thủy quân lục chiến Mỹ phản công

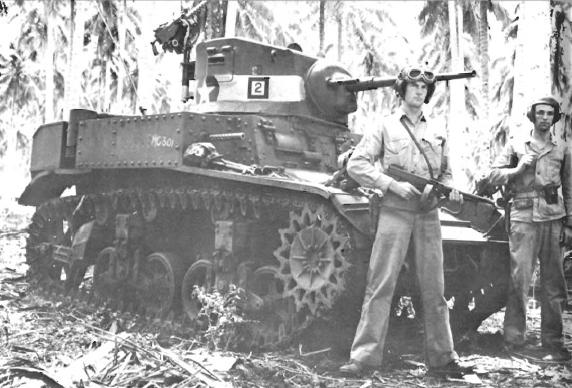
Một chiếc xe tăng M3A1 Stuart của thủy quân lục chiến Hoa Kỳ tại Guadalcanal năm 1942.

Mặc dù chịu quá nhiều tổn thất sau các đợt tấn công thất bại, những người còn sống sót của trung đoàn Ichiki vẫn bám trụ lại phía đông con lạch, không thể hoặc không có ý định rút quân. Bình minh ngày 21 tháng 8, các chỉ huy trưởng đơn vị thủy quân lục chiến Hoa Kỳ đã quyết định sẽ tổ chức phản công. Tiểu đoàn 1, Trung đoàn 1, do trung tá Lenard B. Cresswell chỉ huy, sẽ vượt qua thượng nguồn lạch Alligator, bao vây trung đoàn Ichiki ở phía nam và phía đông, ngăn chặn mọi con đường rút lui có thể và dồn trung đoàn này đến một rừng dừa nhỏ bên bờ đông con lạch. Quân Nhật cố gắng chống cự quyết liệt đến người cuối cùng, không còn vũ khí hạng nặng, họ rút chốt lựu đạn lao vào xe tăng và đội hình quân Mỹ. Tuy nhiên, quân Mỹ đã lường trước mọi việc, máy bay xuất phát từ sân bay Henderson đã tiến hành oanh kích số lính Nhật đang cố kháng cự hoặc chạy trốn khỏi bãi biển. Chiều ngày hôm đó, năm chiếc xe tăng hạng nhẹ của thủy quân lục chiến đã băng qua con lạch tiến đến rừng dừa nhỏ, những chiếc xe tăng này quét sạch rừng dừa bằng súng máy và đạn pháo, cán qua những thân người và cả những lính Nhật không thể hoặc không kịp tránh đường. Khi cuộc tấn công này kết thúc, tướng Vandegrift đã nhận xét "phần sau xe tăng y hệt như một cái cối xay thịt".[j]
Đến 5 giờ chiều ngày 21 tháng 8, sức kháng cự của quân Nhật đã chấm dứt. Đại tá Ichiki đã cho đốt cờ trung đoàn và chết cùng đơn vị của mình. Khi những người lính thủy quân lục chiến dạo quanh chiến trường để xem xét, nhiều lính Nhật nằm bị thương đã bất ngờ bắn vào họ, làm chết hoặc bị thương nhiều người. Vì vậy sau đó, thủy quân lục chiến đã chia nhau bắn hoặc đâm lê mọi lính Nhật mà họ trông thấy, mặc dù khoảng 15 lính Nhật bị thương và bất tỉnh đã bị bắt làm tù binh.[k][l] Khoảng 30 lính Nhật đã chạy trốn thành công và gia nhập phần còn lại của trung đoàn đang giữ đầu cầu ở Taivu Point.[m] Phía Mỹ có 35 người chết (tài liệu khác ghi từ 41-44 người chết) và 75 người bị thương.

## Kết quả

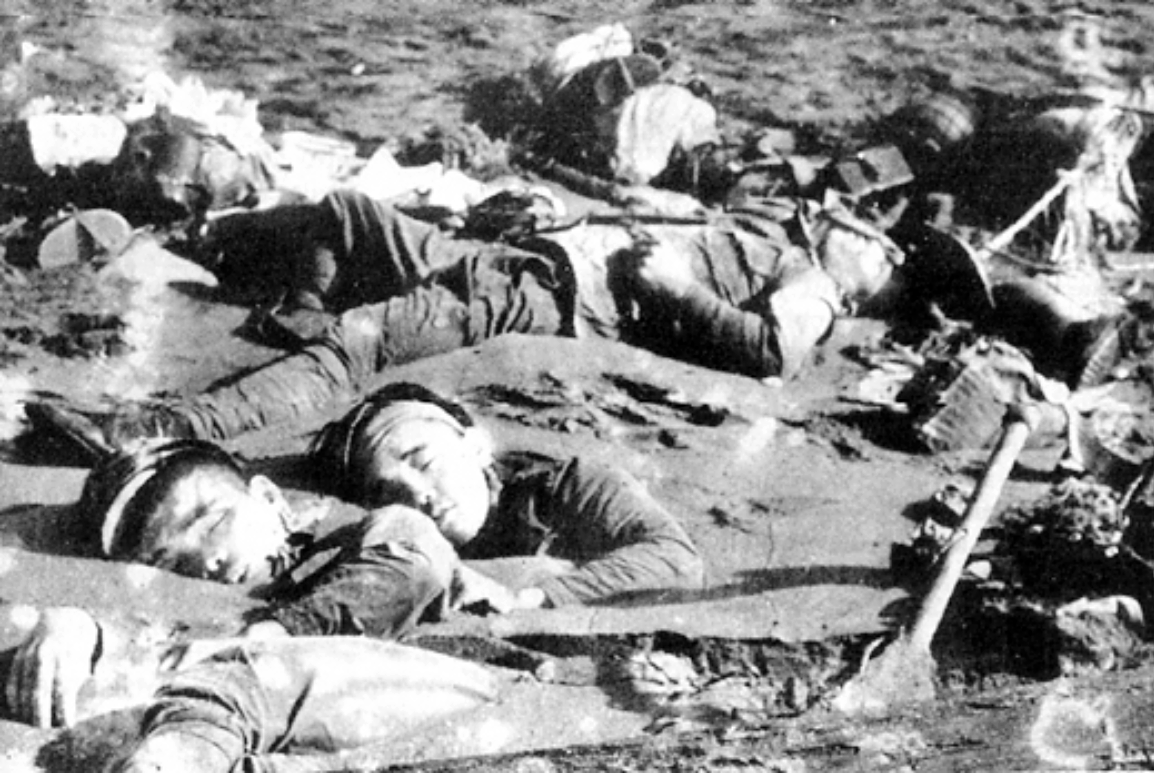
Xác lính Nhật thuộc trung đoàn Ichiki tại doi cát lạch Alligator sau trận đánh.

Đối với Hoa Kỳ và các đồng minh của họ, chiến thắng trong trận Tenaru có một ý nghĩa tâm lý lớn: sau một chuỗi những thất bại trước lục quân Nhật tại Thái Bình Dương và Đông Nam Á, chiến thắng này chứng tỏ họ có khả năng đánh bại lục quân Nhật trong các trận chiến trên bộ. Ngoài ra, trận đánh này cũng cho thấy phương châm chiến đấu "không đầu hàng" của lính Nhật và việc họ luôn tìm cách giết những người lính Đồng Minh bằng cách nằm giả chết ngoài trận địa. Tướng Vandegrift đã bình luận về việc này như sau:
| “                   | Tôi chưa bao giờ nghe đến một kiểu chiến đấu nào như thế này. Những người lính từ chối đầu hàng. Những người bị thương chờ đối phương đến gần mình...để rồi sau đó dùng lựu đạn làm nổ tung bản thân mình và đối phương. | ” |
| — Tướng Vandegrift, | |   |

Trận đánh cũng tác động mạnh đến tâm lý của lính Nhật vốn vẫn luôn tin vào việc họ không bao giờ bị đánh bại và thường đề cao quá mức sức mạnh của tinh thần trong chiến đấu. Ngày 25 tháng 8, phần lớn những người lính còn sống sót của trung đoàn Ichiki đã đến Taivu Point và gửi tin vô tuyến về Sở chỉ huy Tập đoàn quân 17 ở Rabaul báo rằng phần lớn lực lượng của Ichiki đã bị "tiêu diệt gần hết ở một vị trí gần sân bay". Tin chiến bại này cùng với tin quân Mỹ đã đổ bộ được cả xe tăng lên đảo đã làm cho mọi người ở Sở chỉ huy Nhật kinh ngạc. Phản ứng trước sự hoài nghi về tin tức này, các sĩ quan ở Sở chỉ huy đã quyết định đưa ra kế hoạch điều thêm quân đến Guadalcanal để chiếm lại sân bay Henderson. Cuộc tấn công tiếp theo của quân Nhật vào phòng tuyến mang tên Trận chiến đồi Edson diễn ra vào khoảng 3 tuần sau đó với lực lượng của cả hai bên đều được huy động đông hơn nhiều so với trận Tenaru.

## Điện ảnh
Trận Tenaru là bối cảnh chính trong bộ phim tài liệu năm 1945 của Al Schmid, Pride of the Marines. Vào năm 2010, trận đánh lại lần nữa xuất hiện trong Tập 1 loạt phim truyền hình của Steven Spielberg và Tom Hanks mang tên The Pacific với nội dung về những chiến công của thủy quân lục chiến Mỹ tại Chiến trường Thái Bình Dương.

### Trích dẫn
1. ↑  Richard B. Frank 1990, tr. 147, 681
2. ↑  Frank O. Hough, tr. 235–236
3. ↑  Samuel Eliot Morison 1958, tr. 14–15
4. ↑  John L. Zimmerman 1949, tr. 49–56
5. ↑  Michael T. Smith 2000, tr. 11, 16
6. ↑  Henry I. Shaw 1992, tr. 13
7. ↑  Michael T. Smith 2000, tr. 16–17
8. ↑  John Jr. Miller 1949, tr. 96
9. ↑  Michael T. Smith 2000, tr. 88, David C. Evans & 1986 (In lần 2), tr. 158, và Richard B. Frank 1990, tr. 141–143
10. ↑  Richard B. Frank 1990, tr. 143–144
11. ↑  David C. Evans & 1986 (In lần 2), tr. 161, Samuel B. Griffith 1963, tr. 98–99 và Michael T. Smith 2000, tr. 31
12. ↑  David C. Evans & 1986 (In lần 2), tr. 161, Richard B. Frank 1990, tr. 145, Stanley Coleman Jersey 2008, tr. 204, 212, Samuel Eliot Morison 1958, tr. 70 và Michael T. Smith 2000, tr. 43
13. ↑  Lê Vinh Quốc & Huỳnh Văn Tòng 1991, tr. 191
14. ↑  Samuel B. Griffith 1963, tr. 99–100 và Michael T. Smith 2000, tr. 29, 43–44
15. ↑  Richard B. Frank 1990, tr. 148, Michael T. Smith 2000, tr. 205
16. 1 2  John L. Zimmerman 1949, tr. 62
17. ↑  Samuel B. Griffith 1963, tr. 100, Stanley Coleman Jersey 2008, tr. 205 và Michael T. Smith 2000, tr. 47
18. ↑  Richard B. Frank 1990, tr. 149
19. ↑  Richard B. Frank 1990, tr. 150
20. 1 2  Eric Hammel 1999, tr. 135
21. ↑  John L. Zimmerman 1949, tr. 67
22. ↑  Richard B. Frank 1990, tr. 151
23. ↑  Samuel B. Griffith 1963, tr. 102
24. ↑  Richard B. Frank 1990, tr. 149, 151 và Michael T. Smith 2000, tr. 48
25. ↑  Michael T. Smith 2000, tr. 58
26. ↑  Samuel B. Griffith 1963, tr. 102, Frank O. Hough, tr. 290 và Michael T. Smith 2000, tr. 58–59
27. ↑  Stanley Coleman Jersey 2008, tr. 210 và Eric Hammel 1999, tr. 137
28. ↑  John L. Zimmerman 1949, tr. 68
29. ↑  Richard B. Frank 1990, tr. 153
30. ↑  Michael T. Smith 2000, tr. 62–63
31. ↑  Samuel B. Griffith 1963, tr. 103
32. ↑  Richard B. Frank 1990, tr. 153 và Michael T. Smith 2000, tr. 63
33. ↑  Samuel B. Griffith 1963, tr. 103–104
34. ↑  Eric Hammel 1999, tr. 141
35. 1 2  John L. Zimmerman 1949, tr. 69
36. ↑  Richard B. Frank 1990, tr. 154 và Michael T. Smith 2000, tr. 66
37. ↑  Frank O. Hough, tr. 290
38. ↑  Oscar E. Gilbert 2001, tr. 42–43, Samuel B. Griffith 1963, tr. 106, Stanley Coleman Jersey 2008, tr. 212 và Michael T. Smith 2000, tr. 66
39. 1 2 3  Lê Vinh Quốc & Huỳnh Văn Tòng 1991, tr. 192
40. ↑  Frank O. Hough, tr. 291 và Michael T. Smith 2000, tr. 43, 73
41. ↑  Richard B. Frank 1990, tr. 157
42. ↑  Samuel B. Griffith 1963, tr. 107
43. ↑  Richard B. Frank 1990, tr. 158 và Michael T. Smith 2000, tr. 74
44. ↑  Mark DiIonno (ngày 21 tháng 2 năm 2010). "HBO series illuminates N.J. Marine's book on World War II experience". NJ.com. Truy cập ngày 16 tháng 3 năm 2010.
45. ↑  Michael T. Smith 2000, tr. 14-15
46. ↑  Stanley Coleman Jersey 2008, tr. 209
47. ↑  Michael T. Smith 2000, tr. 71
48. ↑  Richard B. Frank 1990, tr. 156, 681
49. ↑  Michael T. Smith 2000, tr. 73
50. ↑  Richard B. Frank 1990, tr. 153, 681
51. ↑  Gordon L. Rottman 2005, tr. 52
52. ↑  Michael T. Smith 2000, tr. 71-72
53. ↑  Richard B. Frank 1990, tr. 156